# أندري لانكوف
أندريه نيكولايفيتش لانكوف (مواليد 26 يوليو 1963) (بالروسية: Андрей Николаевич Ланьков) هو باحث روسي بجامعة غكمن في سول، متخصص في الدراسات الكورية  ومؤلف كتاب «حقيقة كوريا الشمالية: الحياة والسياسة في اليوتوبيا الستالينية الفاشلة».

## مسيرته
ولد لانكوف في 26 يوليو 1963 في لينينغراد بالاتحاد السوفيتي. أكمل دراسته الجامعية والدراسات العليا في جامعة لينينغراد الحكومية بين عامي 1986 و1989، كما حضر جامعة كم إل سونغ في بيونغيانغ سنة 1985.
بعد دراسته العليا، درّس التاريخ واللغة الكورية في جامعته، وفي عام 1992 ذهب إلى كوريا الجنوبية للعمل. انتقل إلى أستراليا في عام 1996 لتولي منصب في الجامعة الوطنية الأسترالية، وعاد إلى سول للتدريس في جامعة غكمن في عام 2004. يكتب لانكوف باللغة الروسية (لغته الأم) والكورية والإنجليزية. وهو يدير مدونة لايف‌جورنال تحت عنوان كوريا الشمالية باللغة الروسية، حيث يوثق جوانب الحياة في كوريا الشمالية (والجنوبية). وقد كتب عمودًا لصحيفة «كوريا تايمز» الناطقة بالإنجليزية لمدة 15 عامًا، وكذلك لبلومبيرغ نيوز وقناة الجزيرة الإنجليزية.

## روابط خارجية
- North Korea's missionary position by Andrei Lankov, Asia Policy
- The Natural Death of North Korean Stalinism by Andrei Lankov, Asia Policy (January 2006)
- Pyongyang Strikes Back: North Korean Policies of 2002–08 and Attempts to Reverse "De-Stalinization from Below" by Andrei Lankov, Asia Policy (July 2009)
- The Death of Juche? A roundtable discussion about the growth of markets in North Korea at Center for Free Enterprise, (September 28, 2011)